# رژیس ژنو
رژیس ژنو (انگلیسی: Régis Genaux; ۳۱ اوت ۱۹۷۳ – ۸ نوامبر ۲۰۰۸) بازیکن فوتبال اهل بلژیک بود.
از باشگاه‌هایی که در آن بازی کرده‌است می‌توان به باشگاه فوتبال رویال شارلوا، باشگاه فوتبال استاندارد لیژ، باشگاه فوتبال کاونتری سیتی، و باشگاه فوتبال اودینزه اشاره کرد.
وی همچنین در تیم‌های ملی فوتبال زیر ۱۷ سال بلژیک، زیر ۲۱ سال بلژیک، و بلژیک بازی کرده‌است.